# 平戸市立野子小学校
平戸市立野子小学校（ひらどしりつ のこしょうがっこう, Hirado City Noko Elementary School）は長崎県平戸市野子町にある公立小学校。平戸島最南端に位置している。
もともと小中併設校であったが、2021年（令和3年）3月末に中学校が閉校し、小学校単独校となった。

## 概要
歴史
1882年（明治15年）に開校した「志々伎小学校野子分校」を前身とする。2012年（平成24年）に小学校は創立130年を迎えた。
校訓
「夢、勇気、敬愛」
校歌
1958年（昭和33年）10月に制定。作詞は小楠安太郎、作曲は木村翠による。歌詞は2番まであり、校名は歌詞に登場しない。
通学区域
平戸市の後に「野子町」が続く地域（船越・向月を除く）
併設の中学校が閉校したため、2021年（令和3年）4月1日から中学校区は平戸市立南部中学校となった。

## 沿革
- 1882年（明治15年）5月15日 - 「志々伎小学校野子分校」が開校。
- 1886年（明治19年）2月1日 - 志々伎小学校から分離し、「野子小学校」として独立。
- 1891年（明治24年）9月1日 - 小学校令改正学により、「野子尋常小学校」と改称。
- 1912年（大正元年）4月1日 - 高島分校を設置。
- 1926年（大正15年）4月1日 - 高等科を併置し、「野子尋常高等小学校」と改称。
- 1941年（昭和16年）4月1日 - 国民学校令により、「野子国民学校」と改称。

小・中併設期
- 1947年（昭和22年）
  - 4月1日 - 学制改革（六・三制の実施）
    - 旧・国民学校の初等科を改組し、「志々伎村立野子小学校」とする。
    - 旧・国民学校の高等科を改組し、「志々伎村立野子中学校」とした上で、小学校に併設。

  - 4月23日 - 開校式を挙行。本校単式、分校複式の学級編制とする。
- 1950年（昭和25年）3月25日 - 木造新校舎が完成。
- 1954年（昭和29年）4月16日 - 高島分校の新校舎が完成。
- 1955年（昭和30年）1月1日 - 平戸市発足により、「平戸市立野子小学校・中学校」に改称。
- 1963年（昭和38年）3月14日 - 中学校校旗を作成。
- 1970年（昭和45年）5月10日 - 高島分校の運動場が完成。
- 1971年（昭和46年）
  - 3月2日 - 鉄筋コンクリート造3階建て新校舎が完成。
  - 4月1日 - 校区変更に伴い、向月地区が平戸市立志々伎小学校・平戸市立南部中学校区となる。
- 1973年（昭和48年）5月11日 - 体育館が完成。
- 1987年（昭和62年）
  - 3月14日 - 寄贈により小学校校旗を作成。
  - 3月25日 - 高島分校の新校舎が完成。
  - 8月11日 - 運動場を改修。
- 1988年（昭和63年）6月6日 - 低鉄棒を設置。
- 1989年（平成元年）2月18日 - ツツジ植樹等の環境整備作業を実施。
- 1991年（平成3年）9月20日 - 飼育小屋が完成。
- 1992年（平成4年）
  - 2月8日 - ツツジ・イチョウ植樹等の環境整備作業を実施。
  - 2月10日 - 校旗掲揚台、小・中学校表札が完成。
- 1993年（平成5年）
  - 1月27日 - 特別教室が完成。
  - 6月8日 - 佐世保市立相浦西小学校と姉妹校を締結。
  - 10月7日 - 水洗トイレ化が完了。
- 1994年（平成6年）9月24日 - 運動場にシーソーとジャングルジムを設置。
- 1995年（平成7年）
  - 6月23日 - 運動場に防球ネットを設置。
  - 11月16日 - 宮の浦・福良地区の通学路に外灯を設置。
- 1998年（平成10年）
  - 3月7日 - 体育館が落成。
- 1999年（平成11年）2月～8月 - 校舎を増築。
- 2003年（平成15年）3月31日 - 高島分校を休校。
- 2005年（平成17年）
  - 8月30日 - 新基準による運動場遊具の設置を完了。
  - 10月5日 - 平戸市ネットワークに接続を完了。
- 2006年（平成18年）
  - 3月31日 - 高島分校（中学校）を閉校。
  - 4月6日 - 小学校2・3年で複式学級を開始。
- 2010年（平成22年）
  - 3月31日 - 高島分校（小学校）を閉校。
  - 4月6日 - スクールボートの運航を開始。
- 2021年（令和3年）
  - 2月27日 - 野子中学校閉校式を挙行[1]。
  - 3月31日 - 平戸市立南部中学校への統合により、野子中学校が閉校[1]。

小学校単独
- 2021年（令和3年）4月1日 - 「平戸市立野子小学校」（小学校単独）となった[1]。

## 部活動
旧・野子中学校には以下の部活動があった。
- 剣道部
- 卓球部
- バレーボール部（女）

## 交通アクセス
最寄りのバス停
- 西肥バス 平戸南部線 「野子学校前」バス停

最寄りの国道
- 長崎県道19号平戸田平線